# آنتونی جان شاو
آنتونی جان شاو (انگلیسی: Anthony Shaw; ۱۳ ژوئیهٔ ۱۹۳۰ – ۲۷ ژوئیهٔ ۲۰۱۵) نظامی و سیاست‌مدار اهل بریتانیا بود.